# Onthophagus cryptodicranius
Onthophagus cryptodicranius là một loài bọ cánh cứng trong họ Bọ hung (Scarabaeidae).